# 费拉维讷斯
费拉维讷斯（法語：Faye-la-Vineuse，法語發音：[fɛ la vinøz]）是法国安德尔-卢瓦尔省的一个市镇，属于希农区。

## 地理
费拉维讷斯（46°57'25"N, 0°20'25"E）面积17.55 平方千米，位于法国中央-卢瓦尔河谷大区安德尔-卢瓦尔省，该省份为法国中西部省份，北起萨尔特省、东北接卢瓦-谢尔省，东南接安德尔省，南至维埃纳省，西临曼恩-卢瓦尔省。
与费拉维讷斯接壤的市镇（或旧市镇、城区）包括：布赖苏费、若奈、拉济讷、圣克里斯托夫、塞里尼。

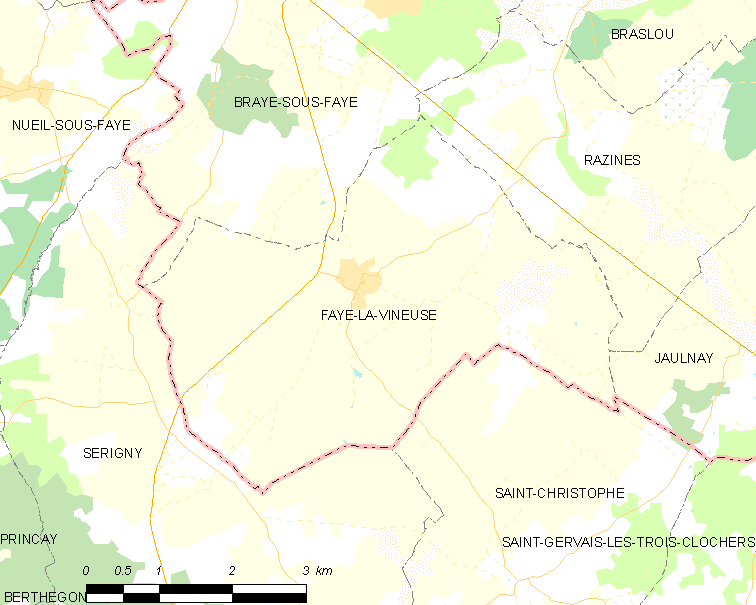
费拉维讷斯的OSM定位图

费拉维讷斯的时区为UTC+01:00、UTC+02:00（夏令时）。

## 行政
费拉维讷斯的邮政编码为37120，INSEE市镇编码为37105。

## 政治
费拉维讷斯所属的省级选区为图赖讷地区圣莫尔县。

## 人口

1962-2008年间费拉维讷斯人口变化图示

费拉维讷斯于2022年1月1日时的人口数量为272人。